# Dark Season
Dark Season é uma série de televisão britânica do gênero ficção científica, criada por Russell T Davies e exibida na BBC One no final de 1991. Foi estrelada por Victoria Lambert, Ben Chandler e Kate Winslet em seu primeiro papel importante na televisão.

## Elenco
- Ben Chandler	...	 Thomas
- Brigit Forsyth	...	 Miss Maitland

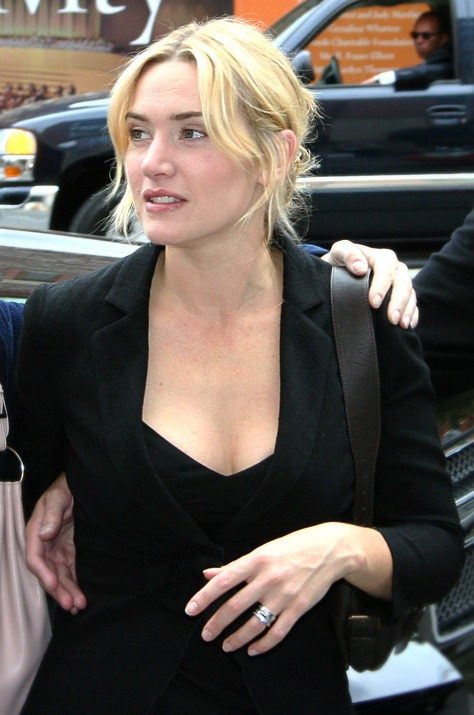
Kate Winslet teve seu primeiro papel de destaque em Dark Season.

- Victoria Lambert	...	 Marcie Hatter
- Kate Winslet	...	 Reet
- Grant Parsons	...	 Mr. Eldritch
- Jacqueline Pearce ... Miss Pendragon
- Marsha Fitzalan	...	 Behemoth
- Tim Barker	...	 Dr. Osley
- Martina Berne	...	 Inga
- Samantha Cahill	...	 Olivia

## Exibição
Dark Season foi transmitido pela rede BBC One em 1991, teve apenas uma temporada com seis episódios.